# NBA Playoffs 1970
Gli NBA Playoffs 1970 si conclusero con la vittoria dei New York Knicks (campioni della Eastern Division) che sconfissero i campioni della Western Division, i Los Angeles Lakers.

## Squadre qualificate

### Eastern Division
1. N.Y. Knicks
2. Milwaukee Bucks
3. Baltimore Bullets
4. Philadelphia 76ers

### Western Division
1. Atlanta Hawks
2. L.A. Lakers
3. Phoenix Suns
4. Chicago Bulls

## Tabellone
|  | Semifinali Division | Semifinali Division | Semifinali Division |                 |                 | Finali Division | Finali Division | Finali Division |  |  | NBA Finals | NBA Finals | NBA Finals |  |
|  |                     |                     |                     |                 |                 |                 |                 |                 |  |  |            |            |            |  |
|  | 1                   | Atlanta Hawks *     | 4                   |                 |                 |                 |                 |                 |  |  |            |            |            |  |
|  | 1                   | Atlanta Hawks *     | 4                   |                 |                 |                 |                 |                 |  |  |            |            |            |  |
|  | 4                   | Chicago Bulls       | 1                   |                 |                 |                 |                 |                 |  |  |            |            |            |  |
|  | 4                   | Chicago Bulls       | 1                   |                 | Atlanta Hawks * | Atlanta Hawks * | 0               |                 |  |  |            |            |            |  |
|  |                     |                     |                     |                 | Atlanta Hawks * | Atlanta Hawks * | 0               |                 |  |  |            |            |            |  |
|  |                     |                     | L.A. Lakers         | L.A. Lakers     | 4               |                 |                 |                 |  |  |            |            |            |  |
|  | 3                   | Phoenix Suns        | L.A. Lakers         | L.A. Lakers     | 4               | 3               |                 |                 |  |  |            |            |            |  |
|  | 3                   | Phoenix Suns        |                     |                 |                 |                 |                 |                 |  |  |            |            |            |  |
|  | 2                   | L.A. Lakers         | 4                   |                 |                 |                 |                 |                 |  |  |            |            |            |  |
|  | 2                   | L.A. Lakers         | 4                   |                 | L.A. Lakers     | L.A. Lakers     | 3               |                 |  |  |            |            |            |  |
|  |                     |                     |                     |                 |                 |                 |                 |                 |  |  |            |            |            |  |
|  |                     |                     | N.Y. Knicks *       | N.Y. Knicks *   | 4               |                 |                 |                 |  |  |            |            |            |  |
|  | 1                   | N.Y. Knicks *       | N.Y. Knicks *       | N.Y. Knicks *   | 4               | 4               |                 |                 |  |  |            |            |            |  |
|  | 1                   | N.Y. Knicks *       |                     |                 |                 |                 |                 |                 |  |  |            |            |            |  |
|  | 3                   | Baltimore Bullets   | 3                   |                 |                 |                 |                 |                 |  |  |            |            |            |  |
|  | 3                   | Baltimore Bullets   | 3                   |                 | N.Y. Knicks *   | N.Y. Knicks *   | 4               |                 |  |  |            |            |            |  |
|  |                     |                     |                     |                 | N.Y. Knicks *   | N.Y. Knicks *   | 4               |                 |  |  |            |            |            |  |
|  |                     |                     | Milwaukee Bucks     | Milwaukee Bucks | 1               |                 |                 |                 |  |  |            |            |            |  |
|  | 4                   | Philadelphia 76ers  | Milwaukee Bucks     | Milwaukee Bucks | 1               | 1               |                 |                 |  |  |            |            |            |  |
|  | 4                   | Philadelphia 76ers  |                     |                 |                 |                 |                 |                 |  |  |            |            |            |  |
|  | 2                   | Milwaukee Bucks     | 4                   |                 |                 |                 |                 |                 |  |  |            |            |            |  |

Legenda
- * Vincitore Division
- "Grassetto" Vincitore serie
- "Corsivo" Squadra con fattore campo

## Eastern Division

### Semifinali

#### (1) New York Knicks - (3) Baltimore Bullets
RISULTATO FINALE: 4-3
| New York 26 marzo 1970 Gara 1                                                                         | N.Y. Knicks | 120 – 117 (d.2t.s.) (23-22, 23-30, 32-23, 24-27) (8-8,10-7) referto | Baltimore Bullets | Madison Square Garden (19.500 spett.) |
| W. Reed 30 Punti E. Monroe 39 W. Frazier 8 Assist W. Unseld 5 D. DeBusschere 24 Rimbalzi W. Unseld 31 |             |                                                                     |                   |                                       |
| |             |                                                                     |                   |                                       |
| W. Reed 30                                                                                            | Punti       | E. Monroe 39                                                        |                   |                                       |
| W. Frazier 8                                                                                          | Assist      | W. Unseld 5                                                         |                   |                                       |
| D. DeBusschere 24                                                                                     | Rimbalzi    | W. Unseld 31                                                        |                   |                                       |

| Baltimora 27 marzo 1970 Gara 2                                                                               | Baltimore Bullets | 99 – 106 (26-26, 25-22, 32-29, 16-29) referto | N.Y. Knicks | Baltimore Civic Center (12.289 spett.) |
| G. Johnson 28 Punti W. Reed 27 F. Carter 7 Assist D. Barnett , W. Frazier 6 W. Unseld 21 Rimbalzi W. Reed 17 |                   |                                               |             |                                        |
| |                   |                                               |             |                                        |
| G. Johnson 28                                                                                                | Punti             | W. Reed 27                                    |             |                                        |
| F. Carter 7                                                                                                  | Assist            | D. Barnett, W. Frazier 6                      |             |                                        |
| W. Unseld 21                                                                                                 | Rimbalzi          | W. Reed 17                                    |             |                                        |

| New York 29 marzo 1970 Gara 3                                                                            | N.Y. Knicks | 113 – 127 (30-27, 34-36, 21-32, 28-32) referto | Baltimore Bullets | Madison Square Garden (19.500 spett.) |
| W. Frazier 24 Punti E. Monroe 25 W. Frazier 5 Assist E. Monroe 5 D. DeBusschere 10 Rimbalzi W. Unseld 34 |             |                                                |                   |                                       |
| |             |                                                |                   |                                       |
| W. Frazier 24                                                                                            | Punti       | E. Monroe 25                                   |                   |                                       |
| W. Frazier 5                                                                                             | Assist      | E. Monroe 5                                    |                   |                                       |
| D. DeBusschere 10                                                                                        | Rimbalzi    | W. Unseld 34                                   |                   |                                       |

| Baltimora 31 marzo 1970 Gara 4                                                                    | Baltimore Bullets | 102 – 92 (26-21, 27-25, 24-21, 25-25) referto | N.Y. Knicks | Baltimore Civic Center (12.289 spett.) |
| E. Monroe 34 Punti W. Frazier 25 F. Carter 7 Assist W. Frazier 7 W. Unseld 24 Rimbalzi W. Reed 15 |                   |                                               |             |                                        |
|                                                                                                   |                   |                                               |             |                                        |
| E. Monroe 34                                                                                      | Punti             | W. Frazier 25                                 |             |                                        |
| F. Carter 7                                                                                       | Assist            | W. Frazier 7                                  |             |                                        |
| W. Unseld 24                                                                                      | Rimbalzi          | W. Reed 15                                    |             |                                        |

| New York 2 aprile 1970 Gara 5                                                                | N.Y. Knicks | 101 – 80 (31-27, 23-22, 22-20, 25-11) referto | Baltimore Bullets | Madison Square Garden (19.500 spett.) |
| W. Reed 36 Punti J. Marin 19 W. Frazier 6 Assist J. Marin 6 W. Reed 36 Rimbalzi W. Unseld 15 |             |                                               |                   |                                       |
|                                                                                              |             |                                               |                   |                                       |
| W. Reed 36                                                                                   | Punti       | J. Marin 19                                   |                   |                                       |
| W. Frazier 6                                                                                 | Assist      | J. Marin 6                                    |                   |                                       |
| W. Reed 36                                                                                   | Rimbalzi    | W. Unseld 15                                  |                   |                                       |

| Baltimora 5 aprile 1970 Gara 6                                                                     | Baltimore Bullets | 96 – 87 (15-18, 26-25, 30-23, 25-21) referto | N.Y. Knicks | Baltimore Civic Center (12.289 spett.) |
| G. Johnson 31 Punti W. Frazier 18 E. Monroe 5 Assist W. Frazier 5 W. Unseld 24 Rimbalzi W. Reed 16 |                   |                                              |             |                                        |
| |                   |                                              |             |                                        |
| G. Johnson 31                                                                                      | Punti             | W. Frazier 18                                |             |                                        |
| E. Monroe 5                                                                                        | Assist            | W. Frazier 5                                 |             |                                        |
| W. Unseld 24                                                                                       | Rimbalzi          | W. Reed 16                                   |             |                                        |

| New York 6 aprile 1970 Gara 7                                                                                      | N.Y. Knicks | 127 – 114 (28-23, 34-24, 26-35, 39-32) referto | Baltimore Bullets | Madison Square Garden (19.500 spett.) |
| D. Barnett , D. DeBusschere 28 Punti E. Monroe 32 W. Frazier 8 Assist E. Monroe 6 W. Reed 14 Rimbalzi W. Unseld 16 |             |                                                |                   |                                       |
| |             |                                                |                   |                                       |
| D. Barnett, D. DeBusschere 28                                                                                      | Punti       | E. Monroe 32                                   |                   |                                       |
| W. Frazier 8 | Assist      | E. Monroe 6                                    |                   |                                       |
| W. Reed 14 | Rimbalzi    | W. Unseld 16                                   |                   |                                       |

PRECEDENTI IN REGULAR SEASON
| Regular Season 1969-70 | N.Y. Knicks | 5 – 1 | Baltimore Bullets | Referto 1 - Referto 2 - Referto 3 - Referto 4, Referto 5 - Referto 6 |
| New York Knicks 128 Baltimore Bullets 107 New York Knicks 128 Baltimore Bullets 99 Baltimore Bullets 110 New York Knicks 115 Punti 99 Baltimore Bullets 116 New York Knicks 91 Baltimore Bullets 129 New York Knicks 104 New York Knicks 101 Baltimore Bullets |             | |                   |                                                                      |
| |             | |                   |                                                                      |
| New York Knicks 128 Baltimore Bullets 107 New York Knicks 128 Baltimore Bullets 99 Baltimore Bullets 110 New York Knicks 115 | Punti       | 99 Baltimore Bullets 116 New York Knicks 91 Baltimore Bullets 129 New York Knicks 104 New York Knicks 101 Baltimore Bullets |                   |                                                                      |

PRECEDENTI NEI PLAYOFF
|  | N.Y. Knicks (1969) | 1 – 0 | Baltimore Bullets |  |

#### (2) Milwaukee Bucks - (4) Philadelphia 76ers
RISULTATO FINALE: 4-1
| Madison 25 marzo 1970 Gara 1 | Milwaukee Bucks | 125 – 118 (28-27, 27-30, 29-26, 41-35) referto | Philadelphia 76ers | University of Wisconsin Field House (9.686 spett.) |
| K. Abdul-Jabbar 36 Punti A. Clark , B. Cunningham 21 B. Dandridge 6 Assist H. Greer , W. Jones 7 K. Abdul-Jabbar 20 Rimbalzi J. Washington 9 |                 |                                                |                    |                                                    |
| |                 |                                                |                    |                                                    |
| K. Abdul-Jabbar 36 | Punti           | A. Clark, B. Cunningham 21                     |                    |                                                    |
| B. Dandridge 6 | Assist          | H. Greer, W. Jones 7                           |                    |                                                    |
| K. Abdul-Jabbar 20 | Rimbalzi        | J. Washington 9                                |                    |                                                    |

| Madison 27 marzo 1970 Gara 2 | Milwaukee Bucks | 105 – 112 (23-32, 34-31, 20-23, 28-26) referto | Philadelphia 76ers | University of Wisconsin Field House (9.686 spett.) |
| K. Abdul-Jabbar 33 Punti B. Cunningham 37 B. Dandridge 7 Assist B. Cunningham 7 B. Dandridge 12 Rimbalzi B. Cunningham , J. Washington 10 |                 |                                                |                    |                                                    |
| |                 |                                                |                    |                                                    |
| K. Abdul-Jabbar 33 | Punti           | B. Cunningham 37                               |                    |                                                    |
| B. Dandridge 7 | Assist          | B. Cunningham 7                                |                    |                                                    |
| B. Dandridge 12 | Rimbalzi        | B. Cunningham, J. Washington 10                |                    |                                                    |

| Filadelfia 30 marzo 1970 Gara 3                                                                                    | Philadelphia 76ers | 120 – 156 (14-40, 27-37, 31-47, 48-32) referto | Milwaukee Bucks | Spectrum (15.244 spett.) |
| A. Clark 20 Punti K. Abdul-Jabbar 33 B. Ogden 6 Assist F. Robinson 14 J. Washington 11 Rimbalzi K. Abdul-Jabbar 17 |                    |                                                |                 |                          |
| |                    |                                                |                 |                          |
| A. Clark 20 | Punti              | K. Abdul-Jabbar 33                             |                 |                          |
| B. Ogden 6 | Assist             | F. Robinson 14                                 |                 |                          |
| J. Washington 11                                                                                                   | Rimbalzi           | K. Abdul-Jabbar 17                             |                 |                          |

| Filadelfia 1 aprile 1970 Gara 4                                                                              | Philadelphia 76ers | 111 – 118 (24-35, 32-25, 27-26, 28-32) referto | Milwaukee Bucks | Spectrum (14.206 spett.) |
| B. Cunningham 50 Punti K. Abdul-Jabbar 33 W. Jones 7 Assist B. Dandridge 7 D. Imhoff 16 Rimbalzi G. Smith 19 |                    |                                                |                 |                          |
| |                    |                                                |                 |                          |
| B. Cunningham 50                                                                                             | Punti              | K. Abdul-Jabbar 33                             |                 |                          |
| W. Jones 7                                                                                                   | Assist             | B. Dandridge 7                                 |                 |                          |
| D. Imhoff 16                                                                                                 | Rimbalzi           | G. Smith 19                                    |                 |                          |

| Madison 3 aprile 1970 Gara 5                                                                                            | Milwaukee Bucks | 115 – 106 (28-28, 24-33, 30-24, 33-21) referto | Philadelphia 76ers | University of Wisconsin Field House (12.868 spett.) |
| K. Abdul-Jabbar 46 Punti B. Cunningham 28 B. Dandridge 8 Assist H. Greer 6 K. Abdul-Jabbar 25 Rimbalzi B. Cunningham 18 |                 |                                                |                    |                                                     |
| |                 |                                                |                    |                                                     |
| K. Abdul-Jabbar 46 | Punti           | B. Cunningham 28                               |                    |                                                     |
| B. Dandridge 8 | Assist          | H. Greer 6                                     |                    |                                                     |
| K. Abdul-Jabbar 25 | Rimbalzi        | B. Cunningham 18                               |                    |                                                     |

PRECEDENTI IN REGULAR SEASON
| Regular Season 1969-70 | Milwaukee Bucks | 5 – 2 | Philadelphia 76ers | Referto 1 - Referto 2 - Referto 3 - Referto 4, Referto 5 - Referto 6, Referto 7 |
| Philadelphia 76ers 125 Milwaukee Bucks 111 Philadelphia 76ers 114 Milwaukee Bucks 103 Philadelphia 76ers 131 Milwaukee Bucks 127 Philadelphia 76ers 112 Punti 129 Milwaukee Bucks (1 t.s.) 129 Philadelphia 76ers 122 Milwaukee Bucks 122 Philadelphia 76ers 139 Milwaukee Bucks 116 Philadelphia 76ers 138 Milwaukee Bucks |                 | |                    |                                                                                 |
| |                 | |                    |                                                                                 |
| Philadelphia 76ers 125 Milwaukee Bucks 111 Philadelphia 76ers 114 Milwaukee Bucks 103 Philadelphia 76ers 131 Milwaukee Bucks 127 Philadelphia 76ers 112 | Punti           | 129 Milwaukee Bucks (1 t.s.) 129 Philadelphia 76ers 122 Milwaukee Bucks 122 Philadelphia 76ers 139 Milwaukee Bucks 116 Philadelphia 76ers 138 Milwaukee Bucks |                    |                                                                                 |

PRECEDENTI NEI PLAYOFF

Si è trattata della prima sfida tra le due squadre ai playoff.

### Finale

#### (1) New York Knicks - (2) Milwaukee Bucks
RISULTATO FINALE: 4-1
| New York 11 aprile 1970 Gara 1                                                                                          | N.Y. Knicks | 110 – 102 (24-19, 30-25, 28-24, 28-34) referto | Milwaukee Bucks | Madison Square Garden (19.500 spett.) |
| W. Reed 24 Punti K. Abdul-Jabbar 35 B. Bradley 6 Assist K. Abdul-Jabbar 5 D. DeBusschere 16 Rimbalzi K. Abdul-Jabbar 15 |             |                                                |                 |                                       |
| |             |                                                |                 |                                       |
| W. Reed 24 | Punti       | K. Abdul-Jabbar 35                             |                 |                                       |
| B. Bradley 6 | Assist      | K. Abdul-Jabbar 5                              |                 |                                       |
| D. DeBusschere 16 | Rimbalzi    | K. Abdul-Jabbar 15                             |                 |                                       |

| New York 13 aprile 1970 Gara 2                                                                                     | N.Y. Knicks | 112 – 111 (35-33, 28-33, 23-24, 26-21) referto | Milwaukee Bucks | Madison Square Garden (19.500 spett.) |
| W. Reed 36 Punti K. Abdul-Jabbar 38 W. Frazier 14 Assist K. Abdul-Jabbar 11 W. Reed 19 Rimbalzi K. Abdul-Jabbar 23 |             |                                                |                 |                                       |
| |             |                                                |                 |                                       |
| W. Reed 36 | Punti       | K. Abdul-Jabbar 38                             |                 |                                       |
| W. Frazier 14 | Assist      | K. Abdul-Jabbar 11                             |                 |                                       |
| W. Reed 19 | Rimbalzi    | K. Abdul-Jabbar 23                             |                 |                                       |

| Arbitri: | Mendy Rudolph Manny Sokolofosky |

|                    |          |                            |
| K. Abdul-Jabbar 33 | Punti    | W. Reed 21                 |
| B. Dandridge 8     | Assist   | W. Frazier 7               |
| K. Abdul-Jabbar 31 | Rimbalzi | W. Reed, D. DeBusschere 10 |

| Arbitri: | Eddie Rush Richie Powers |

|                             |          |               |
| K. Abdul-Jabbar 38          | Punti    | W. Reed 26    |
| F. Robinson 7               | Assist   | D. Barnett 8  |
| K. Abdul-Jabbar, G. Smith 9 | Rimbalzi | W. Frazier 11 |

| New York 20 aprile 1970 Gara 5                                                                                   | N.Y. Knicks | 132 – 96 (35-19, 34-26, 32-27, 31-24) referto | Milwaukee Bucks | Madison Square Garden (19.500 spett.) |
| W. Reed 32 Punti K. Abdul-Jabbar 27 W. Frazier 6 Assist G. Rodgers 6 D. DeBusschere 11 Rimbalzi Z. Abdul-Aziz 12 |             |                                               |                 |                                       |
| |             |                                               |                 |                                       |
| W. Reed 32 | Punti       | K. Abdul-Jabbar 27                            |                 |                                       |
| W. Frazier 6 | Assist      | G. Rodgers 6                                  |                 |                                       |
| D. DeBusschere 11                                                                                                | Rimbalzi    | Z. Abdul-Aziz 12                              |                 |                                       |

PRECEDENTI IN REGULAR SEASON
| Regular Season 1969-70 | N.Y. Knicks | 4 – 2 | Milwaukee Bucks | Referto 1 - Referto 2 - Referto 3 - Referto 4, Referto 5 - Referto 6 |
| New York Knicks 112 Milwaukee Bucks 93 New York Knicks 124 Milwaukee Bucks 95 Milwaukee Bucks 118 New York Knicks 108 Punti 108 Milwaukee Bucks 109 New York Knicks 99 Milwaukee Bucks 96 New York Knicks 105 New York Knicks 116 Milwaukee Bucks |             | |                 |                                                                      |
| |             | |                 |                                                                      |
| New York Knicks 112 Milwaukee Bucks 93 New York Knicks 124 Milwaukee Bucks 95 Milwaukee Bucks 118 New York Knicks 108 | Punti       | 108 Milwaukee Bucks 109 New York Knicks 99 Milwaukee Bucks 96 New York Knicks 105 New York Knicks 116 Milwaukee Bucks |                 |                                                                      |

PRECEDENTI NEI PLAYOFF

Si è trattata della prima sfida tra le due squadre ai playoff.

## Western Division

### Semifinali

#### (1) Atlanta Hawks - (4) Chicago Bulls
RISULTATO FINALE: 4-1
| Atlanta 25 marzo 1970 Gara 1                                                                                           | Atlanta Hawks | 129 – 111 (34-27, 30-33, 33-23, 32-28) referto | Chicago Bulls | Alexander Memorial Coliseum, (6.427 spett.) |
| J. Caldwell 39 Punti C. Walker 17 W. Hazzard 10 Assist C. Haskins , B. Weiss 6 B. Bridges 15 Rimbalzi T. Boerwinkle 11 |               |                                                |               |                                             |
| |               |                                                |               |                                             |
| J. Caldwell 39 | Punti         | C. Walker 17                                   |               |                                             |
| W. Hazzard 10 | Assist        | C. Haskins, B. Weiss 6                         |               |                                             |
| B. Bridges 15 | Rimbalzi      | T. Boerwinkle 11                               |               |                                             |

| Atlanta 28 marzo 1970 Gara 2                                                                                                  | Atlanta Hawks | 124 – 104 (38-25, 23-23, 40-25, 23-31) referto | Chicago Bulls | Alexander Memorial Coliseum, (7.195 spett.) |
| J. Caldwell 23 Punti T. Boerwinkle 23 W. Hazzard 13 Assist T. Boerwinkle , B. Weiss 4 W. Bellamy 14 Rimbalzi T. Boerwinkle 12 |               |                                                |               |                                             |
| |               |                                                |               |                                             |
| J. Caldwell 23 | Punti         | T. Boerwinkle 23                               |               |                                             |
| W. Hazzard 13 | Assist        | T. Boerwinkle, B. Weiss 4                      |               |                                             |
| W. Bellamy 14 | Rimbalzi      | T. Boerwinkle 12                               |               |                                             |

| Chicago 31 marzo 1970 Gara 3                                                                              | Chicago Bulls | 101 – 106 (17-29, 37-22, 24-25, 23-30) referto | Atlanta Hawks | Chicago Stadium (8.898 spett.) |
| S. Halimon 22 Punti L. Hudson 30 S. Halimon 6 Assist W. Hazzard 8 T. Boerwinkle 18 Rimbalzi W. Bellamy 17 |               |                                                |               |                                |
| |               |                                                |               |                                |
| S. Halimon 22                                                                                             | Punti         | L. Hudson 30                                   |               |                                |
| S. Halimon 6                                                                                              | Assist        | W. Hazzard 8                                   |               |                                |
| T. Boerwinkle 18                                                                                          | Rimbalzi      | W. Bellamy 17                                  |               |                                |

| Chicago 3 aprile 1970 Gara 4                                                                                           | Chicago Bulls | 131 – 120 (32-25, 25-28, 42-35, 32-32) referto | Atlanta Hawks | Chicago Stadium (7.584 spett.) |
| C. Walker 39 Punti J. Caldwell 38 C. Haskins 13 Assist W. Hazzard 9 T. Boerwinkle , J. Sloan 12 Rimbalzi B. Bridges 25 |               |                                                |               |                                |
| |               |                                                |               |                                |
| C. Walker 39 | Punti         | J. Caldwell 38                                 |               |                                |
| C. Haskins 13 | Assist        | W. Hazzard 9                                   |               |                                |
| T. Boerwinkle, J. Sloan 12                                                                                             | Rimbalzi      | B. Bridges 25                                  |               |                                |

| Atlanta 5 aprile 1970 Gara 5                                                                                | Atlanta Hawks | 113 – 107 (20-25, 31-26, 34-22, 28-34) referto | Chicago Bulls | Alexander Memorial Coliseum, (4.966 spett.) |
| J. Caldwell 24 Punti C. Haskins 22 B. Bridges 4 Assist C. Haskins 6 W. Bellamy 23 Rimbalzi T. Boerwinkle 19 |               |                                                |               |                                             |
| |               |                                                |               |                                             |
| J. Caldwell 24                                                                                              | Punti         | C. Haskins 22                                  |               |                                             |
| B. Bridges 4                                                                                                | Assist        | C. Haskins 6                                   |               |                                             |
| W. Bellamy 23                                                                                               | Rimbalzi      | T. Boerwinkle 19                               |               |                                             |

PRECEDENTI IN REGULAR SEASON
| Regular Season 1969-70 | Atlanta Hawks | 5 – 2 | Chicago Bulls | Referto 1 - Referto 2 - Referto 3 - Referto 4, Referto 5 - Referto 6, Referto 7 |
| Chicago Bulls 137 Atlanta Hawks 133 Atlanta Hawks 112 Atlanta Hawks 118 Atlanta Hawks 125 Atlanta Hawks 104 Chicago Bulls 117 Punti 142 Atlanta Hawks (1 t.s.) 132 Chicago Bulls 114 Chicago Bulls 111 Chicago Bulls 107 Chicago Bulls 93 Chicago Bulls 107 Atlanta Hawks |               | |               |                                                                                 |
| |               | |               |                                                                                 |
| Chicago Bulls 137 Atlanta Hawks 133 Atlanta Hawks 112 Atlanta Hawks 118 Atlanta Hawks 125 Atlanta Hawks 104 Chicago Bulls 117 | Punti         | 142 Atlanta Hawks (1 t.s.) 132 Chicago Bulls 114 Chicago Bulls 111 Chicago Bulls 107 Chicago Bulls 93 Chicago Bulls 107 Atlanta Hawks |               |                                                                                 |

PRECEDENTI NEI PLAYOFF
|  | Atlanta Hawks (1967) | 1 – 0 | Chicago Bulls |  |

#### (2) Los Angeles Lakers - (3) Phoenix Suns
RISULTATO FINALE: 4-3
| Inglewood 25 marzo 1970 Gara 1                                                                         | L.A. Lakers | 128 – 112 (25-33, 36-24, 33-25, 34-30) referto | Phoenix Suns | The Forum (15.046 spett.) |
| E. Baylor 32 Punti P. Silas 26 E. Baylor 10 Assist C. Hawkins 6 W. Chamberlain 19 Rimbalzi P. Silas 18 |             |                                                |              |                           |
| |             |                                                |              |                           |
| E. Baylor 32                                                                                           | Punti       | P. Silas 26                                    |              |                           |
| E. Baylor 10                                                                                           | Assist      | C. Hawkins 6                                   |              |                           |
| W. Chamberlain 19                                                                                      | Rimbalzi    | P. Silas 18                                    |              |                           |

| Inglewood 29 marzo 1970 Gara 2                                                                                          | L.A. Lakers | 101 – 114 (26-22, 21-25, 32-34, 22-33) referto | Phoenix Suns | The Forum (17.501 spett.) |
| J. West 33 Punti C. Hawkins 34 J. West 11 Assist C. Hawkins , D. Van Arsdale 7 W. Chamberlain 25 Rimbalzi C. Hawkins 20 |             |                                                |              |                           |
| |             |                                                |              |                           |
| J. West 33 | Punti       | C. Hawkins 34                                  |              |                           |
| J. West 11 | Assist      | C. Hawkins, D. Van Arsdale 7                   |              |                           |
| W. Chamberlain 25 | Rimbalzi    | C. Hawkins 20                                  |              |                           |

| Phoenix 2 aprile 1970 Gara 3                                                                                          | Phoenix Suns | 112 – 98 (21-27, 23-19, 33-25, 35-27) referto | L.A. Lakers | Arizona Veterans Memorial Coliseum (12.324 spett.) |
| G. Goodrich 29 Punti J. West 31 C. Hawkins 9 Assist W. Chamberlain , J. West 7 P. Silas 16 Rimbalzi W. Chamberlain 12 |              |                                               |             |                                                    |
| |              |                                               |             |                                                    |
| G. Goodrich 29 | Punti        | J. West 31                                    |             |                                                    |
| C. Hawkins 9 | Assist       | W. Chamberlain, J. West 7                     |             |                                                    |
| P. Silas 16 | Rimbalzi     | W. Chamberlain 12                             |             |                                                    |

| Phoenix 4 aprile 1970 Gara 4                                                                                      | Phoenix Suns | 112 – 102 (33-24, 23-29, 26-21, 30-28) referto | L.A. Lakers | Arizona Veterans Memorial Coliseum (12.356 spett.) |
| G. Goodrich 34 Punti W. Chamberlain 29 G. Goodrich 11 Assist K. Erickson 6 P. Silas 16 Rimbalzi W. Chamberlain 19 |              |                                                |             |                                                    |
| |              |                                                |             |                                                    |
| G. Goodrich 34 | Punti        | W. Chamberlain 29                              |             |                                                    |
| G. Goodrich 11 | Assist       | K. Erickson 6                                  |             |                                                    |
| P. Silas 16 | Rimbalzi     | W. Chamberlain 19                              |             |                                                    |

| Inglewood 5 aprile 1970 Gara 5 | L.A. Lakers | 138 – 121 (31-30, 41-32, 27-31, 29-28) referto | Phoenix Suns | The Forum (17.475 spett.) |
| W. Chamberlain , J. West 36 Punti C. Hawkins 28 J. West 18 Assist C. Hawkins , P. Silas , D. Van Arsdale 5 M. Counts 17 Rimbalzi C. Hawkins 19 |             |                                                |              |                           |
| |             |                                                |              |                           |
| W. Chamberlain, J. West 36 | Punti       | C. Hawkins 28                                  |              |                           |
| J. West 18 | Assist      | C. Hawkins, P. Silas, D. Van Arsdale 5         |              |                           |
| M. Counts 17 | Rimbalzi    | C. Hawkins 19                                  |              |                           |

| Phoenix 7 aprile 1970 Gara 6                                                                                                  | Phoenix Suns | 93 – 104 (26-22, 17-24, 30-27, 20-31) referto | L.A. Lakers | Arizona Veterans Memorial Coliseum (12.386 spett.) |
| C. Hawkins 24 Punti J. West 35 G. Goodrich , D. Van Arsdale 4 Assist W. Chamberlain 11 P. Silas 21 Rimbalzi W. Chamberlain 26 |              |                                               |             |                                                    |
| |              |                                               |             |                                                    |
| C. Hawkins 24 | Punti        | J. West 35                                    |             |                                                    |
| G. Goodrich, D. Van Arsdale 4                                                                                                 | Assist       | W. Chamberlain 11                             |             |                                                    |
| P. Silas 21 | Rimbalzi     | W. Chamberlain 26                             |             |                                                    |

| Inglewood 9 aprile 1970 Gara 7                                                                                           | L.A. Lakers | 129 – 94 (33-21, 30-19, 26-24, 40-30) referto | Phoenix Suns | The Forum (17.519 spett.) |
| W. Chamberlain 30 Punti C. Hawkins 25 J. West 15 Assist C. Hawkins , P. Silas 4 W. Chamberlain 27 Rimbalzi C. Hawkins 15 |             |                                               |              |                           |
| |             |                                               |              |                           |
| W. Chamberlain 30 | Punti       | C. Hawkins 25                                 |              |                           |
| J. West 15 | Assist      | C. Hawkins, P. Silas 4                        |              |                           |
| W. Chamberlain 27 | Rimbalzi    | C. Hawkins 15                                 |              |                           |

PRECEDENTI IN REGULAR SEASON
| Regular Season 1969-70 | L.A. Lakers | 3 – 4 | Phoenix Suns | Referto 1 - Referto 2 - Referto 3 - Referto 4, Referto 5 - Referto 6, Referto 7 |
| Los Angeles Lakers 120 Los Angeles Lakers 127 Phoenix Suns 114 Phoenix Suns 119 Los Angeles Lakers 120 Phoenix Suns 106 (1 t.s.) Phoenix Suns 121 Punti 122 Phoenix Suns 112 Phoenix Suns 111 Los Angeles Lakers 109 Los Angeles Lakers 112 Phoenix Suns 118 Los Angeles Lakers 117 Los Angeles Lakers |             | |              |                                                                                 |
| |             | |              |                                                                                 |
| Los Angeles Lakers 120 Los Angeles Lakers 127 Phoenix Suns 114 Phoenix Suns 119 Los Angeles Lakers 120 Phoenix Suns 106 (1 t.s.) Phoenix Suns 121 | Punti       | 122 Phoenix Suns 112 Phoenix Suns 111 Los Angeles Lakers 109 Los Angeles Lakers 112 Phoenix Suns 118 Los Angeles Lakers 117 Los Angeles Lakers |              |                                                                                 |

PRECEDENTI NEI PLAYOFF

Si è trattata della prima sfida tra le due squadre ai playoff.

### Finale

#### (1) Atlanta Hawks - (2) Los Angeles Lakers
RISULTATO FINALE: 0-4
| Atlanta 12 aprile 1970 Gara 1                                                                               | Atlanta Hawks | 115 – 119 (28-25, 39-27, 26-36, 22-31) referto | L.A. Lakers | Alexander Memorial Coliseum, (7.197 spett.) |
| W. Hazzard 29 Punti J. West 38 L. Hudson 8 Assist W. Chamberlain 8 W. Bellamy 21 Rimbalzi W. Chamberlain 17 |               |                                                |             |                                             |
| |               |                                                |             |                                             |
| W. Hazzard 29                                                                                               | Punti         | J. West 38                                     |             |                                             |
| L. Hudson 8                                                                                                 | Assist        | W. Chamberlain 8                               |             |                                             |
| W. Bellamy 21                                                                                               | Rimbalzi      | W. Chamberlain 17                              |             |                                             |

| Atlanta 14 aprile 1970 Gara 2                                                                                               | Atlanta Hawks | 94 – 105 (26-25, 22-21, 18-32, 28-27) referto | L.A. Lakers | Alexander Memorial Coliseum, (7.197 spett.) |
| W. Bellamy 20 Punti W. Chamberlain , J. West 24 J. Caldwell 7 Assist K. Erickson 7 B. Bridges 19 Rimbalzi W. Chamberlain 24 |               |                                               |             |                                             |
| |               |                                               |             |                                             |
| W. Bellamy 20 | Punti         | W. Chamberlain, J. West 24                    |             |                                             |
| J. Caldwell 7 | Assist        | K. Erickson 7                                 |             |                                             |
| B. Bridges 19 | Rimbalzi      | W. Chamberlain 24                             |             |                                             |

| Inglewood 17 aprile 1970 Gara 3                                                                                 | L.A. Lakers | 115 – 114 (d.2t.s.) (25-23, 25-32, 30-23, 25-27) (-,10-9) referto | Atlanta Hawks | The Forum (17.183 spett.) |
| J. West 35 Punti B. Beard , L. Hudson 22 J. West 13 Assist L. Hudson 6 W. Chamberlain 26 Rimbalzi B. Bridges 19 |             |                                                                   |               |                           |
| |             |                                                                   |               |                           |
| J. West 35 | Punti       | B. Beard, L. Hudson 22                                            |               |                           |
| J. West 13 | Assist      | L. Hudson 6                                                       |               |                           |
| W. Chamberlain 26                                                                                               | Rimbalzi    | B. Bridges 19                                                     |               |                           |

| Inglewood 19 aprile 1970 Gara 4                                                                                    | L.A. Lakers | 133 – 114 (24-30, 32-26, 32-33, 45-25) referto | Atlanta Hawks | The Forum (17.410 spett.) |
| J. West 39 Punti R. Guerin 31 J. West 12 Assist J. Caldwell , L. Hudson 5 W. Chamberlain 21 Rimbalzi B. Bridges 18 |             |                                                |               |                           |
| |             |                                                |               |                           |
| J. West 39 | Punti       | R. Guerin 31                                   |               |                           |
| J. West 12 | Assist      | J. Caldwell, L. Hudson 5                       |               |                           |
| W. Chamberlain 21                                                                                                  | Rimbalzi    | B. Bridges 18                                  |               |                           |

PRECEDENTI IN REGULAR SEASON
| Regular Season 1969-70 | Atlanta Hawks | 4 – 3 | L.A. Lakers | Referto 1 - Referto 2 - Referto 3 - Referto 4, Referto 5 - Referto 6, Referto 7 |
| Los Angeles Lakers 103 Atlanta Hawks 121 Atlanta Hawks 112 Los Angeles Lakers 102 Los Angeles Lakers 136 Los Angeles Lakers 106 Atlanta Hawks 101 Punti 104 Atlanta Hawks 107 Los Angeles Lakers 127 Los Angeles Lakers 87 Atlanta Hawks 114 Atlanta Hawks 118 Atlanta Hawks 93 Los Angeles Lakers |               | |             |                                                                                 |
| |               | |             |                                                                                 |
| Los Angeles Lakers 103 Atlanta Hawks 121 Atlanta Hawks 112 Los Angeles Lakers 102 Los Angeles Lakers 136 Los Angeles Lakers 106 Atlanta Hawks 101 | Punti         | 104 Atlanta Hawks 107 Los Angeles Lakers 127 Los Angeles Lakers 87 Atlanta Hawks 114 Atlanta Hawks 118 Atlanta Hawks 93 Los Angeles Lakers |             |                                                                                 |

PRECEDENTI NEI PLAYOFF
|  | Atlanta Hawks (1956, 1957, 1960, 1961, 1964) | 5 – 4 | L.A. Lakers (1959, 1963, 1966, 1969) |  |

## NBA Finals 1970

### New York Knicks - Los Angeles Lakers
RISULTATO FINALE
|  | N.Y. Knicks | 4 – 3 | L.A. Lakers |  |

PRECEDENTI IN REGULAR SEASON
| Regular Season 1969-70 | N.Y. Knicks | 4 – 2 | L.A. Lakers | Referto 1 - Referto 2 - Referto 3 - Referto 4, Referto 5 - Referto 6 |
| New York Knicks 99 Los Angeles Lakers 102 New York Knicks 103 Los Angeles Lakers 114 New York Knicks 114 Los Angeles Lakers 106 Punti 96 Los Angeles Lakers 112 New York Knicks 96 Los Angeles Lakers 106 New York Knicks 93 Los Angeles Lakers 101 New York Knicks |             | |             |                                                                      |
| |             | |             |                                                                      |
| New York Knicks 99 Los Angeles Lakers 102 New York Knicks 103 Los Angeles Lakers 114 New York Knicks 114 Los Angeles Lakers 106 | Punti       | 96 Los Angeles Lakers 112 New York Knicks 96 Los Angeles Lakers 106 New York Knicks 93 Los Angeles Lakers 101 New York Knicks |             |                                                                      |

PRECEDENTI NEI PLAYOFF
|  | N.Y. Knicks | 0 – 2 | L.A. Lakers (1952, 1953) |  |

#### Roster
| \| Pos. \| Num. \| Naz. \| Nome \| Altezza \| Peso \| Data nascita \| Provenienza \| \| ---- \| ---- \| ---- \| ----------------- \| ------- \| ------ \| ------------ \| ----------------- \| \| G/AP \| 12 \| \| Barnett, Dick \| 193 cm \| 86 kg \| 02-10-1936 \| Tennessee State \| \| C \| 17 \| \| Bowman, Nate \| 208 cm \| 104 kg \| 19-03-1943 \| Wichita State \| \| G/AP \| 24 \| \| Bradley, Bill \| 196 cm \| 93 kg \| 28-07-1943 \| Princeton \| \| G/AP \| 22 \| \| DeBusschere, Dave \| 198 cm \| 100 kg \| 16-10-1940 \| Detroit-Mercy \| \| A/C \| 10 \| \| Frazier, Walt \| 193 cm \| 91 kg \| 29-03-1945 \| Southern Illinois \| \| A/C \| 20 \| \| Hosket, Bill \| 203 cm \| 102 kg \| 20-12-1946 \| Ohio State \| \| A/C \| \| \| Jackson, Phil \| 203 cm \| 100 kg \| 17-09-1945 \| North Dakota \| \| A \| 5 \| \| May, Don \| 193 cm \| 91 kg \| 03-01-1946 \| Dayton \| \| A/C \| 19 \| \| Reed, Willis \| 206 cm \| 107 kg \| 25-06-1942 \| Grambling State \| \| G/AP \| 6 \| \| Riordan, Mike \| 193 cm \| 91 kg \| 09-07-1945 \| Providence \| \| G/AP \| 33 \| \| Russell, Cazzie \| 196 cm \| 99 kg \| 07-06-1944 \| Michigan \| \| A/C \| 9 \| \| Stallworth, Dave \| 201 cm \| 91 kg \| 20-12-1941 \| Wichita State \| \| G/AP \| 16 \| \| Warren, John \| 191 cm \| 82 kg \| 07-07-1947 \| St. John's \| | Allenatore - Red Holzman Legenda - (C) Capitano - (FA) Free agent - (S) Sospeso - (TW) Contratto Two-way - (GL) Assegnato a squadra G League affiliata - Infortunato Roster • Transazioni · Ultima transazione: 30 maggio 1970 |                        |                   |         |        |              |                   |
| Pos. | Num. | Naz.                   | Nome              | Altezza | Peso   | Data nascita | Provenienza       |
| G/AP | 12 | Stati Uniti (bandiera) | Barnett, Dick     | 193 cm  | 86 kg  | 02-10-1936   | Tennessee State   |
| C | 17 | Stati Uniti (bandiera) | Bowman, Nate      | 208 cm  | 104 kg | 19-03-1943   | Wichita State     |
| G/AP | 24 | Stati Uniti (bandiera) | Bradley, Bill     | 196 cm  | 93 kg  | 28-07-1943   | Princeton         |
| G/AP | 22 | Stati Uniti (bandiera) | DeBusschere, Dave | 198 cm  | 100 kg | 16-10-1940   | Detroit-Mercy     |
| A/C | 10 | Stati Uniti (bandiera) | Frazier, Walt     | 193 cm  | 91 kg  | 29-03-1945   | Southern Illinois |
| A/C | 20 | Stati Uniti (bandiera) | Hosket, Bill      | 203 cm  | 102 kg | 20-12-1946   | Ohio State        |
| A/C | | Stati Uniti (bandiera) | Jackson, Phil     | 203 cm  | 100 kg | 17-09-1945   | North Dakota      |
| A | 5 | Stati Uniti (bandiera) | May, Don          | 193 cm  | 91 kg  | 03-01-1946   | Dayton            |
| A/C | 19 | Stati Uniti (bandiera) | Reed, Willis      | 206 cm  | 107 kg | 25-06-1942   | Grambling State   |
| G/AP | 6 | Stati Uniti (bandiera) | Riordan, Mike     | 193 cm  | 91 kg  | 09-07-1945   | Providence        |
| G/AP | 33 | Stati Uniti (bandiera) | Russell, Cazzie   | 196 cm  | 99 kg  | 07-06-1944   | Michigan          |
| A/C | 9 | Stati Uniti (bandiera) | Stallworth, Dave  | 201 cm  | 91 kg  | 20-12-1941   | Wichita State     |
| G/AP | 16 | Stati Uniti (bandiera) | Warren, John      | 191 cm  | 82 kg  | 07-07-1947   | St. John's        |

| \| Pos. \| Num. \| Naz. \| Nome \| Altezza \| Peso \| Data nascita \| Provenienza \| \| ---- \| ---- \| ---- \| ----------------- \| ------- \| ------ \| ------------ \| ------------------- \| \| A \| 22 \| \| Baylor, Elgin \| 196 cm \| 102 kg \| 16-09-1934 \| Seattle \| \| C \| 13 \| \| Chamberlain, Wilt \| 216 cm \| 125 kg \| 21-08-1936 \| Kansas \| \| A/C \| 31 \| \| Counts, Mel \| 213 cm \| 104 kg \| 16-10-1941 \| Oregon State \| \| G \| 21 \| \| Egan, Johnny \| 180 cm \| 82 kg \| 31-01-1939 \| Providence \| \| G/AP \| 24 \| \| Erickson, Keith \| 196 cm \| 88 kg \| 19-04-1944 \| UCLA \| \| G \| 20 \| \| Garrett, Dick \| 191 cm \| 84 kg \| 31-01-1947 \| Southern Illinois \| \| A \| 52 \| \| Hairston, Happy \| 201 cm \| 102 kg \| 31-05-1942 \| New York \| \| A \| 30 \| \| Hewitt, Bill \| 201 cm \| 95 kg \| 08-08-1944 \| Southern California \| \| A \| 33 \| \| Lynn, Mike \| 201 cm \| 98 kg \| 25-11-1945 \| UCLA \| \| G \| 15 \| \| McCarter, Willie \| 191 cm \| 79 kg \| 26-07-1946 \| Drake \| \| A/C \| 35 \| \| Roberson, Rick \| 206 cm \| 105 kg \| 07-07-1947 \| Cincinnati \| \| A/C \| 14 \| \| Tresvant, John \| 201 cm \| 98 kg \| 06-11-1939 \| Seattle \| \| G/AP \| 44 \| \| West, Jerry \| 188 cm \| 79 kg \| 28-05-1938 \| West Virginia \| | Allenatore - Joe Mullaney Legenda - (C) Capitano - (FA) Free agent - (S) Sospeso - (TW) Contratto Two-way - (GL) Assegnato a squadra G League affiliata - Infortunato Roster • Transazioni · Ultima transazione: 29 maggio 1970 |                        |                   |         |        |              |                     |
| Pos. | Num. | Naz.                   | Nome              | Altezza | Peso   | Data nascita | Provenienza         |
| A | 22 | Stati Uniti (bandiera) | Baylor, Elgin     | 196 cm  | 102 kg | 16-09-1934   | Seattle             |
| C | 13 | Stati Uniti (bandiera) | Chamberlain, Wilt | 216 cm  | 125 kg | 21-08-1936   | Kansas              |
| A/C | 31 | Stati Uniti (bandiera) | Counts, Mel       | 213 cm  | 104 kg | 16-10-1941   | Oregon State        |
| G | 21 | Stati Uniti (bandiera) | Egan, Johnny      | 180 cm  | 82 kg  | 31-01-1939   | Providence          |
| G/AP | 24 | Stati Uniti (bandiera) | Erickson, Keith   | 196 cm  | 88 kg  | 19-04-1944   | UCLA                |
| G | 20 | Stati Uniti (bandiera) | Garrett, Dick     | 191 cm  | 84 kg  | 31-01-1947   | Southern Illinois   |
| A | 52 | Stati Uniti (bandiera) | Hairston, Happy   | 201 cm  | 102 kg | 31-05-1942   | New York            |
| A | 30 | Stati Uniti (bandiera) | Hewitt, Bill      | 201 cm  | 95 kg  | 08-08-1944   | Southern California |
| A | 33 | Stati Uniti (bandiera) | Lynn, Mike        | 201 cm  | 98 kg  | 25-11-1945   | UCLA                |
| G | 15 | Stati Uniti (bandiera) | McCarter, Willie  | 191 cm  | 79 kg  | 26-07-1946   | Drake               |
| A/C | 35 | Stati Uniti (bandiera) | Roberson, Rick    | 206 cm  | 105 kg | 07-07-1947   | Cincinnati          |
| A/C | 14 | Stati Uniti (bandiera) | Tresvant, John    | 201 cm  | 98 kg  | 06-11-1939   | Seattle             |
| G/AP | 44 | Stati Uniti (bandiera) | West, Jerry       | 188 cm  | 79 kg  | 28-05-1938   | West Virginia       |

#### Risultati
| Arbitri: | Mendy Rudolph Donald Murphy |

|                                                                                     |            |                                                                       |
| W. Reed 37                                                                          | Punti      | J. West 33                                                            |
| D. Barnett 9                                                                        | Assist     | W. Chamberlain 5                                                      |
| W. Reed, D. DeBusschere 16                                                          | Rimbalzi   | W. Chamberlain 24                                                     |
| Barnett, Bradley, DeBusschere, Frazier, Reed (Bowman, Riordan, Russell, Stallworth) | Formazioni | Baylor, Chamberlain, Erickson, Garrett, West (Counts, Egan, Hairston) |

| Arbitri: | Richie Powers Eddie Rush |

|                                                                                             |            |                                                                                 |
| W. Reed 29                                                                                  | Punti      | J. West 34                                                                      |
| W. Frazier 11                                                                               | Assist     | K. Erickson, D. Garrett 6                                                       |
| W. Reed 15                                                                                  | Rimbalzi   | W. Chamberlain 24                                                               |
| Barnett, Bradley, DeBusschere, Frazier, Reed (Bowman, Riordan, Russell, Stallworth, Warren) | Formazioni | Baylor, Chamberlain, Erickson, Garrett, West (Counts, Egan, Hairston, Roberson) |

| Arbitri: | Mendy Rudolph Jack Madden |

|                                                               |            |                                                                                             |
| J. West 34                                                    | Punti      | W. Reed 38                                                                                  |
| E. Baylor 11                                                  | Assist     | W. Frazier 7                                                                                |
| W. Chamberlain 26                                             | Rimbalzi   | W. Reed 17                                                                                  |
| Baylor, Chamberlain, Erickson, Garrett, West (Egan, Hairston) | Formazioni | Barnett, Bradley, DeBusschere, Frazier, Reed (Bowman, Riordan, Russell, Stallworth, Warren) |

| Arbitri: | Richie Powers Donald Murphy |

|                                                                                   |            |                                                                                     |
| J. West 37                                                                        | Punti      | D. Barnett 29                                                                       |
| J. West 18                                                                        | Assist     | W. Frazier 11                                                                       |
| W. Chamberlain 25                                                                 | Rimbalzi   | D. Stallworth 13                                                                    |
| Baylor, Chamberlain, Erickson, Garrett, West (Egan, Hairston, Roberson, Tresvant) | Formazioni | Barnett, Bradley, DeBusschere, Frazier, Reed (Bowman, Riordan, Russell, Stallworth) |

| Arbitri: | Mendy Rudolph Richie Powers |

| |            |                                                                       |
| W. Frazier 21                                                                                       | Punti      | W. Chamberlain 22                                                     |
| W. Frazier 12                                                                                       | Assist     | K. Erickson 6                                                         |
| C. Russell 8                                                                                        | Rimbalzi   | W. Chamberlain 19                                                     |
| Barnett, Bradley, DeBusschere, Frazier, Reed (Bowman, Hosket, Riordan, Russell, Stallworth, Warren) | Formazioni | Baylor, Chamberlain, Erickson, Garrett, West (Counts, Egan, Tresvant) |

| Arbitri: | Mendy Rudolph Richie Powers |

|                                                                                                   |            |                                                                                               |
| W. Chamberlain 45                                                                                 | Punti      | D. DeBusschere 25                                                                             |
| J. West 13                                                                                        | Assist     | D. Barnett 8                                                                                  |
| W. Chamberlain 27                                                                                 | Rimbalzi   | D. DeBusschere 9                                                                              |
| Baylor, Chamberlain, Erickson, Garrett, West (Egan, Hairston, Lynn, McCarter, Roberson, Tresvant) | Formazioni | Barnett, Bradley, Bowman, DeBusschere, Frazier (Hosket, Riordan, Russell, Stallworth, Warren) |

| Arbitri: | Mendy Rudolph Richie Powers |

|                                                                                     |            |                                                                         |
| W. Frazier 36                                                                       | Punti      | J. West 28                                                              |
| W. Frazier 19                                                                       | Assist     | K. Erickson 6                                                           |
| D. DeBusschere 17                                                                   | Rimbalzi   | W. Chamberlain 24                                                       |
| Barnett, Bradley, DeBusschere, Frazier, Reed (Bowman, Riordan, Russell, Stallworth) | Formazioni | Baylor, Chamberlain, Erickson, Garrett, West (Egan, Hairston, Tresvant) |

| Campione NBA 1970         |
| ------------------------- |
| New York Knicks 1º titolo |

#### Hall of famer
| NBA Finals | Atleta           | Squadra     | Anno |            |
| ---------- | ---------------- | ----------- | ---- | ---------- |
| Giocatore  | Willis Reed      | N.Y. Knicks | 1982 | Giocatore  |
| Giocatore  | Bill Bradley     | N.Y. Knicks | 1983 | Giocatore  |
| Giocatore  | Dave DeBusschere | N.Y. Knicks | 1983 | Giocatore  |
| Giocatore  | Walt Frazier     | N.Y. Knicks | 1987 | Giocatore  |
| Giocatore  | Phil Jackson     | N.Y. Knicks | 2007 | Allenatore |
| Giocatore  | Dick Barnett     | N.Y. Knicks | 2024 | Giocatore  |
| Allenatore | Red Holzman      | N.Y. Knicks | 1986 | Allenatore |
| Giocatore  | Elgin Baylor     | L.A. Lakers | 1977 | Giocatore  |
| Giocatore  | Wilt Chamberlain | L.A. Lakers | 1979 | Giocatore  |
| Giocatore  | Jerry West       | L.A. Lakers | 1980 | Giocatore  |

#### MVP delle Finali
- #19 Willis Reed, New York Knicks.

## Squadra vincitrice

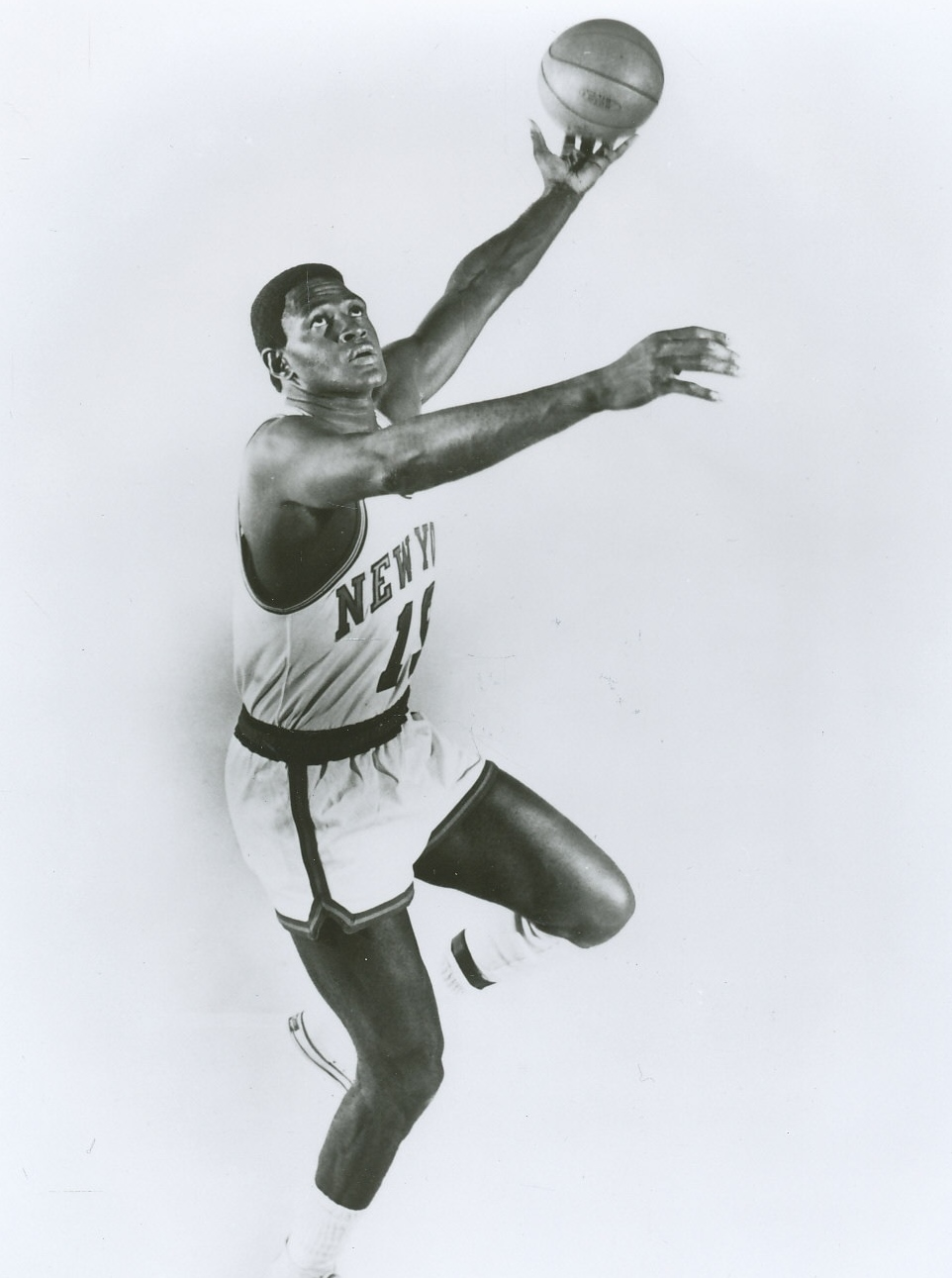
1. 19 Willis Reed, New York Knicks.

| N° | Naz.                   | Ruolo | Sportivo         |  | Alt. |  |
| -- | ---------------------- | ----- | ---------------- |  | ---- |  |
|    | Stati Uniti (bandiera) | P     | Dick Barnett     |  | 193  |  |
|    | Stati Uniti (bandiera) | C     | Nate Bowman      |  | 209  |  |
|    | Stati Uniti (bandiera) | AP    | Bill Bradley     |  | 196  |  |
|    | Stati Uniti (bandiera) | AG    | Dave DeBusschere |  | 198  |  |
|    | Stati Uniti (bandiera) | P     | Walt Frazier     |  | 193  |  |
|    | Stati Uniti (bandiera) | AG    | Bill Hosket      |  | 203  |  |
|    | Stati Uniti (bandiera) | AP    | Don May          |  | 193  |  |
|    | Stati Uniti (bandiera) | C     | Willis Reed      |  | 206  |  |
|    | Stati Uniti (bandiera) | AP    | Mike Riordan     |  | 193  |  |
|    | Stati Uniti (bandiera) | G     | Cazzie Russell   |  | 196  |  |
|    | Stati Uniti (bandiera) | AG    | Dave Stallworth  |  | 201  |  |
|    | Stati Uniti (bandiera) | G     | John Warren      |  | 191  |  |
|    | Stati Uniti (bandiera) | All.  | Red Holzman      |  |      |  |

## Statistiche
Aggiornate al 23 agosto 2021.
| Categoria | Singola prestazione | Singola prestazione | Singola prestazione | Media               | Media             | Media | Media |
| Categoria | Giocatore           | Squadra             | Max                 | Giocatore           | Squadra           | Media | PG    |
| --------- | ------------------- | ------------------- | ------------------- | ------------------- | ----------------- | ----- | ----- |
| Punti     | Billy Cunningham    | Philadelphia 76ers  | 50                  | Kareem Abdul-Jabbar | Milwaukee Bucks   | 35,2  | 10    |
| Rimbalzi  | Willis Reed         | N.Y. Knicks         | 36                  | Wes Unseld          | Baltimore Bullets | 23,6  | 7     |
| Assist    | Walt Frazier        | N.Y. Knicks         | 19                  | Jerry West          | L.A. Lakers       | 8,4   | 12    |